# Лісовий Андрій Омелянович
Андрі́й Омеля́нович Лісови́й — український музичний педагог, директор Київського музичного училища імені Рейнгольда Глієра у 1954—1958 роках.

## Загальні відомості
Лютий 1954 — березень 1958 — директор Київського музичного училища імені Рейнгольда Глієра.
Саме під час його роботи училищу було присвоєно ім'я Р. М. Глієра (наказ Міністерства культури УРСР від 6 жовтня 1956 року відповідно до постанови Ради Міністрів СРСР № 1298 від 18 серпня 1956 року).
Під час роботи Андрія Омеляновича керівником училища у 1957 році було відкрито заочне відділення з підготовки виконавців на народних інструментах і організаторів самодіяльності.